# Loomis (Nebraska)
Pour les articles homonymes, voir Loomis.
Loomis est un village du comté de Phelps, dans l'État du Nebraska, aux États-Unis. En 2020, il comptait une population de 420 habitants.